# Mac Conin
Mac Conin (* 1961 in Köln) ist ein deutscher Autor und Übersetzer.

## Leben
Mac Conin begann seine berufliche Laufbahn Ende der 1970er Jahre im grafischen Bereich. Nach Stationen als Layouter und Mediengestalter schreibt er seit 2022 literarische Werke.

## Werk
Conins literarisches Schaffen umfasst sozialkritische Romane, die in urbanen deutschen Milieus angesiedelt sind. Zentrale Themen sind soziale Gerechtigkeit, familiäre Verantwortung und der Wunsch nach Zugehörigkeit. Sein Stil ist alltagsnah, dialogbetont und von realistischer Sprache geprägt.
Sein Roman Himmelsstürmer (2025) thematisiert das Leben Jugendlicher in Köln.
Neben eigenen Werken übersetzt Conin klassische anglo-amerikanische Literatur, unter anderem Werke von Lucy Maud Montgomery,  Richard Henry Dana, Jr. und William Clark Russel.

## Veröffentlichungen

### Eigene Werke
- Himmelsstürmer. Kontrabande Verlag, Köln 2025, ISBN 978-3-911831-14-7
- Nirgendwann. Kontrabande Verlag, Köln 2025, ISBN 978-3-911831-18-5

### Übersetzungen
- William Clark Russel: Das Wrack der Grosvenor – Band 1. Kontrabande Verlag, Köln 2024, ISBN 978-3-911831-03-1
- William Clark Russel: Das Wrack der Grosvenor – Band 2. Kontrabande Verlag, Köln 2024, ISBN 978-3-911831-04-8
- William Clark Russel: Das Wrack der Grosvenor – Band 3. Kontrabande Verlag, Köln 2024, ISBN 978-3-911831-05-5
- Lucy Maud Montgomery: Anne auf Green Gables. Kontrabande Verlag, Köln 2025[3], ISBN 978-3-911831-16-1
- Lucy Maud Montgomery: Anne in Avonlea. Kontrabande Verlag, Köln 2025[4], ISBN 978-3-911831-22-2
- Lucy Maud Montgomery: Anne in Kingsport. Kontrabande Verlag, Köln 2025, ISBN 978-3-911831-24-6
- Richard Henry Dana, Jr.: Zwei Jahre vorm Mast. Kontrabande Verlag, Köln 2025, ISBN 978-3-911831-09-3
- John Meade Falkner: Moonfleet. Kontrabande Verlag, Köln 2025, ISBN 978-3-911831-30-7